# Enchytraeus buchholzi
Enchytraeus buchholzi Vejdovský, 1879 è un verme oligocheta della famiglia Enchytraeidae.
Si trovano in prati temperati e bordi stradali disturbati. Il nome scientifico probabilmente copre un gruppo di specie morfologicamente indistinguibili, il che complicherebbe il loro utilizzo come specie di prova in sostituzione di E. albidus, specie comunemente coltivata in laboratorio per i test di tossicità, secondo l' OCSE .
Per gli acquariofili i "vermi Grindal" sono trattati come parenti più piccoli dei vermi bianchi, ma di solito crescono solo fino a circa 10 mm e quindi hanno una dimensione ideale per la maggior parte dei piccoli pesci d'acqua dolce, sia adulti che avannotti. La Sig.ra. Morten Grindal, di Svezia, che è stata prominente nello sviluppo di tecniche di coltura per i vermi bianchi, è stata apparentemente il primo acquariofilo a isolare questa specie più piccola. I vermi Grindal possono essere coltivati esattamente come i vermi bianchi, ma sono una specie molto più adattabile e hanno una maggiore tolleranza alle temperature più calde. È stato riportato che la maturità si verifica intorno ai 16 giorni a 20 °C, il clitello si forma quando i vermi sono lunghi circa 3~4 mm. Il periodo di generazione (da bozzolo a bozzolo) è di circa un mese a 20 °C.

## Usi
I vermi Enchytraeus buchholzi /Grindal sono coltivati dagli acquariofili come cibo per pesci, spesso su un letto di gusci di cocco macinati, o fibra di cocco, con farina d'avena. Sono usati per condizionare i pesci tropicali prima della deposizione delle uova, o per i giovani pesci a crescita rapida.
Nei test di laboratorio, gli Enchytraeus buchholzi sono stati tenuti in incubatrice a 15 ± 2 °C. La perdita d'acqua e il cibo sono stati reintegrati se necessario durante il periodo di prova. Dopo 21 giorni sono stati contati la prole e gli adulti sopravvissuti. Per due livelli di umidità (5% e 20% di contenuto d'acqua) è stato contato il numero di segmenti degli adulti sopravvissuti. Dal 20% fino al 40% di contenuto d'acqua Enchytraeus buchholzi non ha mostrato differenze significative nella riproduzione. Sotto il 20% e sopra il 40%, il numero di figli è stato ridotto. Non sono stati trovati giovani con un contenuto di acqua del 5%, sebbene la sopravvivenza degli adulti fosse uguale a livelli di umidità più elevati. La riproduzione è stata ridotta al 30% di contenuto di acqua rispetto al 25% e al 35% di contenuto di acqua. La bassa umidità del suolo ha inibito non solo la riproduzione, ma ha anche avuto un effetto negativo sulla crescita della generazione dei genitori.